# Teucrium veronicoides
Teucrium veronicoides là một loài thực vật có hoa trong họ Hoa môi. Loài này được Maxim. miêu tả khoa học đầu tiên năm 1877.